# Microdytes boukali
Microdytes boukali är en skalbaggsart som beskrevs av Wewalka 1997. Microdytes boukali ingår i släktet Microdytes och familjen dykare. Inga underarter finns listade i Catalogue of Life.